# باراتروبس
باراتروبس (الاسم العلمي: Paratropes)، هو جنس من الصراصير ضمن عائلة برانيات العيش، يضم حاليًا 14 نوع، أحدها نوع منقرض عاش خلال العصر الطباشيري، ويستوطن دول أمريكا الوسطى والجنوبية مثل المكسيك وكولومبيا وبنما والبيرو.

## التسمية
لا يوجد اسم شائع معروف لهذا الجنس.
الإسم العلمي له مكون من مقطعين الاول (باللاتينية: παρά) والذي يمكن ترجمته (شبه)؛ والثاني (باللاتينية: τροπή) الذي يشير الى المنطقة المدارية (أعلى وأسفل خط الاستواء)، أي أن الترجمة الأقرب لإسمه هي (صراصير شبه مدارية).

## الوصف
يمكن تمييز أفراد هذا الجنس من الصراصير بسهولة من شكل أجنحتها المغزلي، الواسع قرب منطقة الصدر وشبه مدبب عن نهايته، بالإضافة الى لونها الارجواني الغامق مع بقع أو خطوط صفراء.

## الأنواع
- Paratropes aequatorialis Saussure, 1864
- Paratropes bilunata (Saussure & Zehntner, 1893)
- Paratropes biolleyi (Saussure & Zehntner, 1893)
- Paratropes elegans (Burmeister, 1838)
- † Paratropes fossilis Vršanský & Anisyutkin, 2008 (منقرض)
- Paratropes heydeniana Saussure, 1864
- Paratropes lateralis (Eschscholtz, 1822)
- Paratropes lycoides Serville, 1838
- Paratropes metae Hebard, 1921
- Paratropes mexicana Brunner von Wattenwyl, 1865
- Paratropes otunensis Salazar, 2004
- Paratropes pensa Rehn, 1928
- Paratropes phalerata (Erichson, 1848)
- Paratropes seabrai Rocha e Silva & Aguiar, 1978

## طالع أيضًا
- صراصير هائلة
- صرصور هائل طويل الأجنحة
- صراصير الكهوف
- صرصور الكهف العملاق